# Sphecodes hemirhodurus
Sphecodes hemirhodurus är en biart som beskrevs av Cockerell 1921. Sphecodes hemirhodurus ingår i släktet blodbin, och familjen vägbin. Inga underarter finns listade i Catalogue of Life.